# Torups kyrka
Torups kyrka är en kyrkobyggnad som tillhör Torups församling i Göteborgs stift. Kyrkan ligger i samhället Torup i Hylte kommun.

## Historia
Föregående stenkyrka, som var uppförd på medeltiden, skadades 1869 av ett blixtnedslag och revs därefter. Platsen för den gamla kyrkan är nu markerad med ett stort träkors, samt en minnessten i granit på vilken det står: Korset restes 1994 och utmärker platsen för Torups gamla medeltida kyrka riven 1869. 

## Kyrkobyggnaden
Dagens kyrka, som uppfördes 1870–1871 av kyrkbyggmästare Anders Petersson i empirstil efter ritningar av Bror Malmberg, invigdes den 20 juni 1872 av biskop Gustaf Daniel Björck. Byggnaden är uppförd av sten och består av ett rektangulärt långhus med polygonalt kor i öster och ett torn i väster. Norr om koret finns en tillbyggd sakristia. Ytterväggarna är putsade och yttertaket försett med plåt. Kyrkorummet har ett flackt tunnvalv. Korfönstren har glasmålningar utförda 1911 av Stockholms Glasmåleri.
Kyrkorummet hade ursprungligen rikare dekoration på väggar och i tak, men de övertäcktes vid en restaurering 1926.
Församlingshemmet väster om kyrkan uppfördes 1987.

## Inventarier
- Predikstolen är samtida med nuvarande kyrka. I predikstolens spegelfält finns skulpturer som föreställer de fyra evangelisterna, vilka härrör från medeltidskyrkan och utfördes på 1600-talet.
- Dopfunten är huggen i ljus granit 1955 av bildhuggare Erik Nilsson, Harplinge efter medeltida förebild.
- Ett senmedeltida triumfkrucifix från den gamla kyrkan förvaras nu på Halmstads museum.
- En epitafiemålning från 1668 som avbildar prosten Sven Ausenius med familj.

### Orgel
- Orgeln med 27 stämmor fördelade på tre manualer och pedal är tillverkad 1967 av Tostareds Kyrkorgelfabrik.
- I kyrkan finns även en äldre orgelfasad från 1779.